# Polygala hygrophila
Polygala hygrophila är en jungfrulinsväxtart som beskrevs av Carl Sigismund Kunth. Polygala hygrophila ingår i släktet jungfrulinssläktet, och familjen jungfrulinsväxter. Inga underarter finns listade i Catalogue of Life.